# Mare de Lemminkäinen
Mare de Lemminkäinen (finès:Lemminkäisen äiti) és una pintura nacionalista romàntica del pintor finlandès Akseli Gallen-Kallela realitzada el 1897. La pintura il·lustra un passatge del Kalevala, l'èpica nacional finlandesa compilada per Elias Lönnrot en el segle xix.
La pintura il·lustra un poema on l'heroi Lemminkäinen ha mort i la seva mare seu al costat del seu cos a la vora rocosa, mirant cap als raigs de llum. Enfront dels raigs vola una abella petita, un missatger del déu Ukko, que la mare creu que portarà la mel celestial per reviure el seu fill. Flors de la mort creixen entre els ossos i cranis que es troben a la riba del riu Tuonela. Les roques estan cobertes de sang molsa vermell, i el cigne de Tuonela neda en les aigües fosques en el fons del riu de Tuonela.
L'escena es representa en l'estil de pietà que en l'art cristià representa la Mare de Déu que bressola el cadàver de Jesús. Alhora, la destinació de Lemminkäinen fa ressò de l'antic mite d'Osiris. La pintura també es diu que representa l'amor d'una mare, que transcendeix la mort. De fet, Gallen-Kallela va modelar la mare de Lemminkäinen per la seva pròpia mare, Matilda Gallén, i va comentar que la pintura era una oda a ella.